# Ям туа пу
Ям туа пу (тай. ยำถั่วพู, англ. Wing Bean Salad) — традиційний гострий салат з крилатої квасолі у Таїланді.

## Приготування
Арахіс трохи підсмажують і товчуть у ступі. Окремо смажать цибулю і чилі в олії. Яйця відварюють близько 10 хв, чистять і розрізають на 4 частини. Крилату квасолю відварюють у солоній воді близько 1 хв, поки стручки не стануть темно зеленими. Креветки смажать у кокосовому молоці. Потім знімають з вогню, додають всі інші інгредієнти (окрім яєць та смаженої цибулі) і змішують ретельно. Салат прикрашають на тарілці яйцями та смаженою цибулею.